# Grand-Boucan
Grand-Boucan (Gran Boukan en créole haïtien) est une commune d'Haïti située dans le département de Nippes, et dans l'arrondissement de Barradères. C'est une commune récente, séparée de celle de Barradères lors de la création du département de Nippes en 2003.

## Géographie
Le bourg est situé sur la presqu'île des Barradères.

## Démographie
La commune est peuplée de 5 288 habitants(recensement par estimation de 2009).

## Administration
La commune est composée des sections communales de :
- Grandes Anses
- Eaux-Basses (dont le quartier « Eaux-Basses »)

## Économie
L'économie locale repose sur la pêche pratiquée avec des embarcations en bois de manguier.